# 勘三郎が泣いた!勘太郎挙式&感動秘話〜さよなら歌舞伎座SP
『勘三郎が泣いた!勘太郎挙式&感動秘話〜さよなら歌舞伎座SP』（かんざぶろうがないた!かんたろうきょしきアンドかんどうひわ〜さよならかぶきざスペシャル）は、2010年5月7日にフジテレビ金曜プレステージ枠で放送された歌舞伎俳優・18代目中村勘三郎の1年間に密着したドキュメンタリー番組である。

## 内容
1. 中村勘太郎&前田愛 結婚
  - 独占スクープ！婚約・結婚の舞台裏
  - 中村屋に嫁ぐ嫁〜密着！おかみさん修業
2. さよなら歌舞伎座〜勘三郎の思い出
  - 歌舞伎座と勘三郎
  - 歌舞伎座、最後の日

## 主な公演
1. 2009年4月 金丸座（四国・香川県琴平町）
2. 2009年6月 東急文化村コクーン「桜姫・現代版」
3. 2009年7月 コクーン「桜姫・歌舞伎版」
4. 2009年8月 歌舞伎座　納涼歌舞伎
5. 2009年9月 名古屋・平成中村座
6. 2009年12月 歌舞伎座 「大江戸りびんぐでっど」
7. 2010年2月 歌舞伎座 17代目中村勘三郎追善公演
8. 2010年4月 さよなら歌舞伎座 最後の日

## ナレーション
- 語り：森光子
- ナレーション：益岡徹、武田祐子（フジテレビアナウンサー）

## 製作スタッフ
- プロデューサー：織田雅彦、宗像孝、近藤孝子（共同テレビ）
- 総合演出：松木創（共同テレビ）
- ディレクター：後藤博（共同テレビ）
- 構成：武田浩